# From the Carpet
From the Carpet to drugi minialbum zespołu The Academy Is... Album ten został wydany przez wytwórnię Fueled by Ramen. Premiera odbyła się 21 lutego 2006 roku. Na płycie znajdują się akustyczne wersje piosenek z Almost Here, dwie zupełnie nowe piosenki napisane przez Williama oraz cover piosenki Johna Lennona "Working Class Hero". Płytę można było zakupić na iTunes, ale została usunięta z tego katalogu. Obecnie można ją nabyć w sklepie online Fueled by Ramen.

## Lista utworów
1. "Pour Yourself a Drink" – 1:28
2. "The Fever" – 3:40
3. "The Phrase that Pays" – 4:01
4. "Working Class Hero" – 3:41
5. "Down and Out" – 5:15
6. "Black Mamba" – 3:07